# Kwasi Okyere Wriedt
Kwasi Okyere Wriedt, né le 10 juillet 1994 à Hambourg, est un footballeur international ghanéen qui évolue au poste d'avant-centre au VfL Osnabrück, en prêt du Holstein Kiel.

## Biographie

### Carrière en club
Formé au FC St. Pauli, dont il devient un des éléments centraux de l'équipe réserve, il se fait surtout remarquer au Lüneburger SK Hansa en quatrième division allemande, marquant but sur but lors de la saison 2015-16. Continuant à s'illustrer avec le VfL Osnabrück la saison suivante en 3. Liga, il finit par attirer l'attention du plus grand club allemand de cette décennie, et rejoint l'équipe réserve du Bayern.
Wriedt fait ses débuts en faveur du Bayern Munich le 25 octobre 2017, remplaçant Thiago à la 101e minute d'un match à l'extérieur contre le RB Leipzig en Coupe d'Allemagne, où les Bavarois s'imposent finalement aux tirs au but.
Lors de la saison 2019-2020, il inscrit 24 buts et 5 passes décisives avec l'équipe réserve du Bayern Munich, qui évolue alors en 3. Liga (troisième division). Il se met en évidence en étant l'auteur de deux triplés, et quatre doublés.
Alors que Kwasi Okyere Wriedt sera libre lors de la saison 2020/2021, il signe un pré contrat avec le club néerlandais Willem II.

### Carrière internationale
Avec l'équipe du Ghana des moins de 20 ans, il participe à la Coupe du monde des moins de 20 ans en 2013. Lors du mondial junior organisé en Turquie, il doit se contenter du banc des remplaçants. Le Ghana se classe troisième du mondial, en battant l'Irak lors de la "petite finale".
Wriedt est international ghanéen depuis le 30 mai 2018 et un match amical contre le Japon, remporté 2-0 par l'équipe africaine.

## Palmarès

### En club
Bayern Munich
- Championnat d'Allemagne (2) :
  - Champion : 2018 et 2020
- Coupe d'Allemagne (1):
  - Vainqueur : 2020
    - Finaliste : 2018

### En sélection
Ghana -20 ans
- Coupe du monde des moins de 20 ans :
  - Troisième : 2013